# Candás
Candás ist nach Einwohnerzahl die größte von 12 Parroquia und Sitz der Verwaltung des Concejo Carreño der autonomen Gemeinschaft Asturiens im Nordwesten Spaniens.

## Geographie
Candás liegt ca. 15 Kilometer nordwestlich der Hafen- und Industriestadt Gijón, 15 Kilometer östlich von Avilés und 30 Kilometer nördlich der asturischen Hauptstadt Oviedo. Es liegt direkt am Mar Cantábrico am Atlantischen Ozean.

## Bevölkerung
Die Parroquia hat 7.371 Einwohner, davon entfallen auf Candás laut dem INE 6.945 Einwohner (Stand: 2013).

## Wirtschaft
Die Fischerei ist traditionell einer der wichtigsten Wirtschaftszweige der Bewohner von Candás. Insbesondere im Sommer lebt Candás vom Tourismus und der Gastronomie. Typisch für die Gastronomie sind Eintöpfe, gegrillter Fisch und Meeresfrüchte. Beliebt ist außerdem die süße Teigware Marañuela. Der Hafen von Candás ist einer der letzten großen Häfen am Mar Cantábrico.

## Klima
Das Klima von Candás ist durch den Küstenbereich am Mar Cantábrico maritim und feucht. Sowohl Sommer als auch Winter sind mild in Candás. Durch die Picos de Europa des Kantabrischen Gebirge im Hinterland kommt es im Frühling und Herbst zu Nebel.

## Kultur
Am 1. August und 14. September findet in Candás das Festival de la Sardina (San Félix) statt.
Am 28. Mai 2022 wurden in Carreño auf einem Monolithen vier Stolpersteine für die 1941 im KZ Gusen ermordeten José Cuervo Álvarez, Servando Suárez García, José García Cuervo und Robustiano Fernández Rodríguez aus Candás gesetzt.

## Sport

### Fußball
Der örtliche Fußballverein Candás CF spielt in der Gruppe 2 der Tercera División. Die Spiele werden seit 1962 im Estadio La Mata ausgetragen, das eine Kapazität von 3.000 Zuschauern hat. Das Stadion trägt den Namen des Clubpräsidenten von 1963 bis 1966 José Ramón Fernández González, der Pepe la Mata gerufen wurde. In der Saison 1971/72 nahm Candás CF am Copa del Generalísimo, dem heutigen Copa del Rey, teil. Dabei unterlag man Fabril Deportivo, der zweiten Mannschaft von Deportivo La Coruña, mit 1:1 und 1:3. 2010 gewann Candás FC die Copa Federación de España (Asturias) und qualifizierte sich damit für die Copa Real Federación Española de Fútbol 2010/11. Dort unterlagen sie in der ersten Runde Montañeros Club de Fútbol aus A Coruña.

### Schach
1990 fand in Candás die spanische Mannschaftsmeisterschaft im Schach statt, die Vulcá Barcelona gewinnen konnte.

### Radsport
Bei der Vuelta a España 2018 startete die 13. Etappe in Candás und endete mit einer Bergankunft am La Camperona im Kantabrischen Gebirge. Sieger der Etappe war Óscar Rodríguez.

## Verkehr
Candás liegt an der Bahnstrecke Ferrol–Gijón und der Autobahn Autovía del Cantábrico A-8 (E 70). Der nächste Flughafen befindet sich mit dem Flughafen Asturias 30 Kilometer westlich von Candás.

## Städtepartnerschaften
Candás unterhält seit 1992 eine Städtepartnerschaft mit der französischen Gemeinde Pardies im Département Pyrénées-Atlantiques in der Region Nouvelle-Aquitaine.

## Söhne und Töchter
- Enrique Rodríguez (Boxer) (1951–2022), Boxer, Bronzemedaillengewinner der Olympischen Spiele 1972
- Herminio Menéndez (* 1953), Kanute
- Luisa Álvarez (* 1962), Kanutin

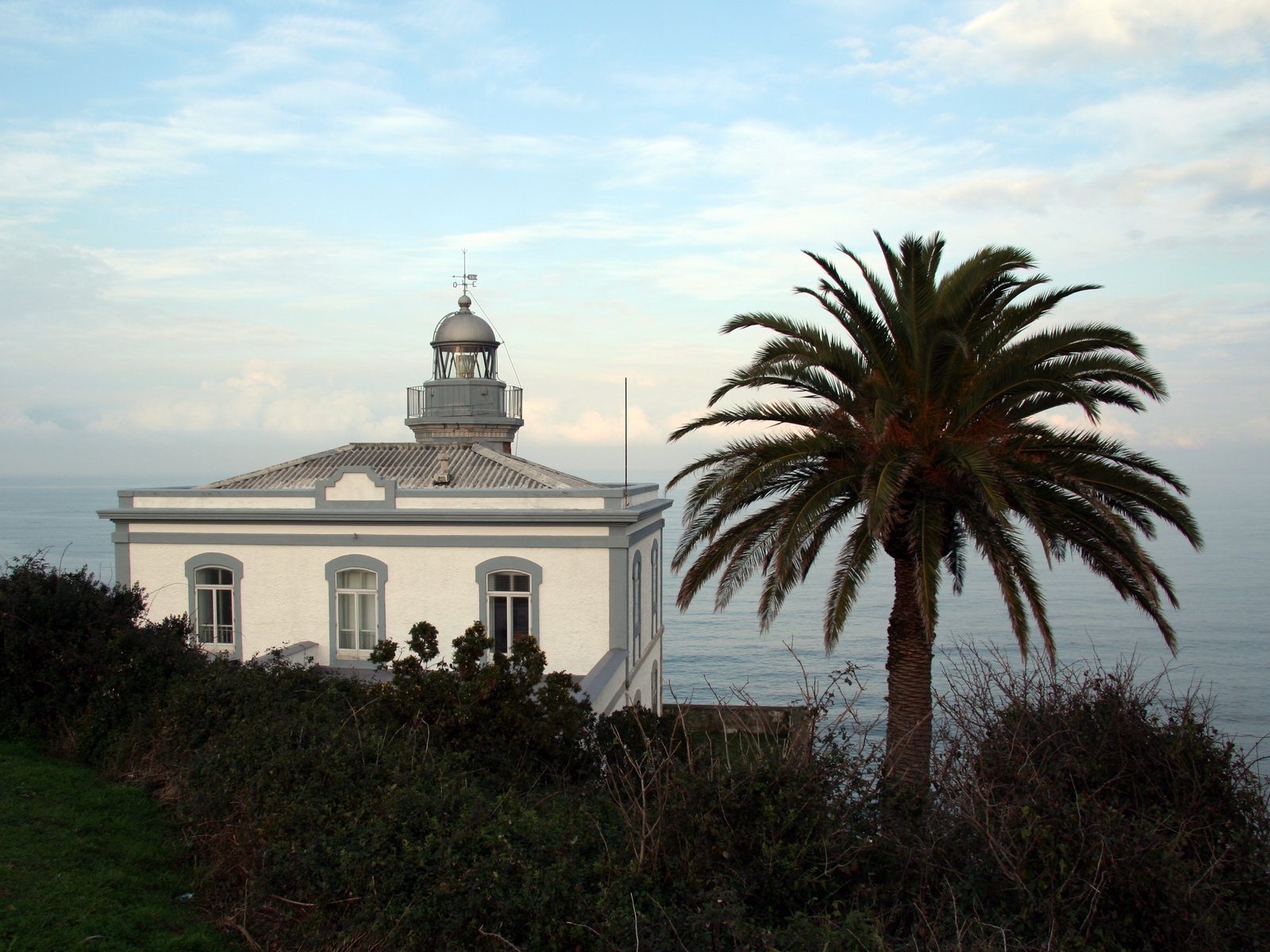
Leuchtturm Faro de Candás
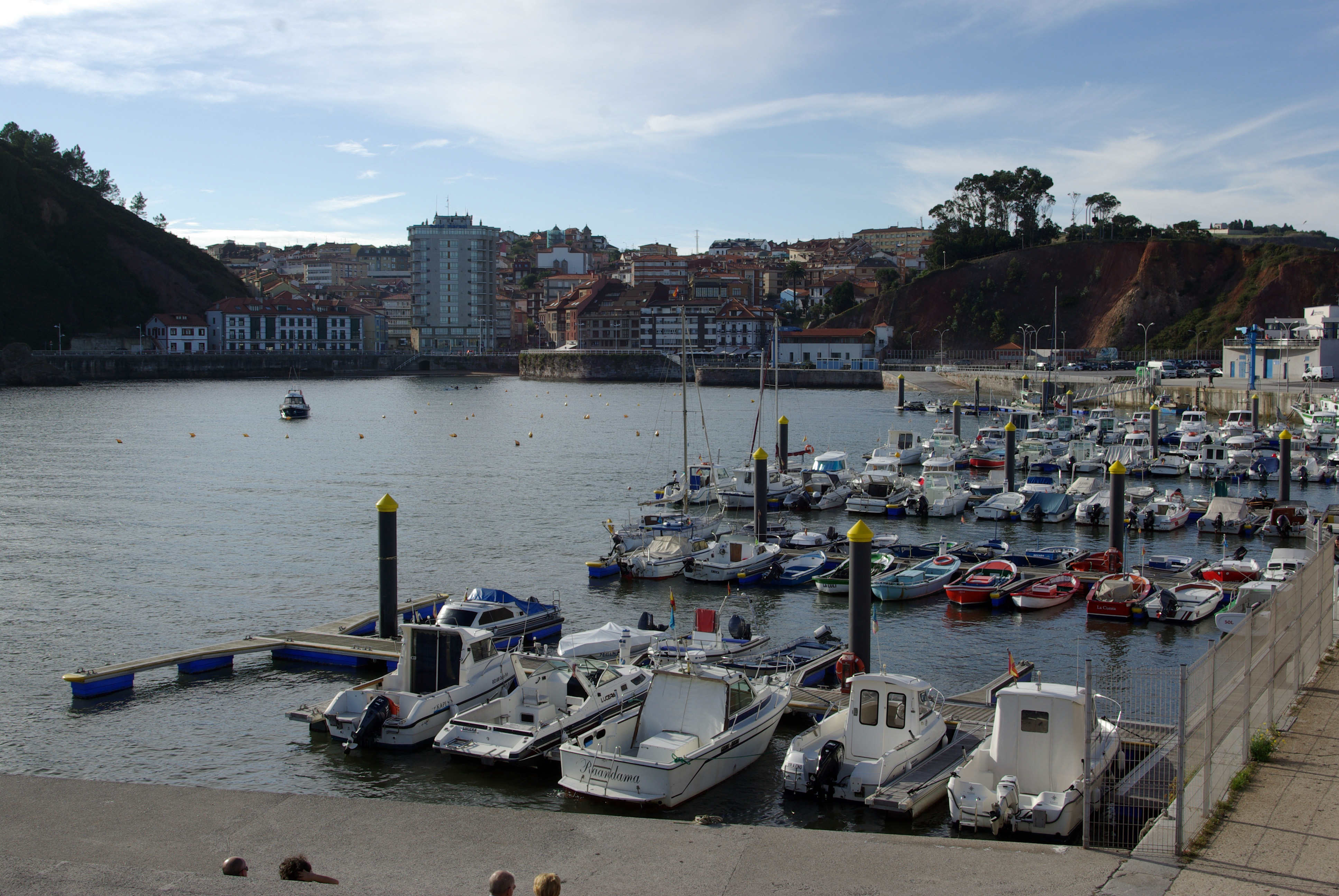
Bootsanleger am Hafen
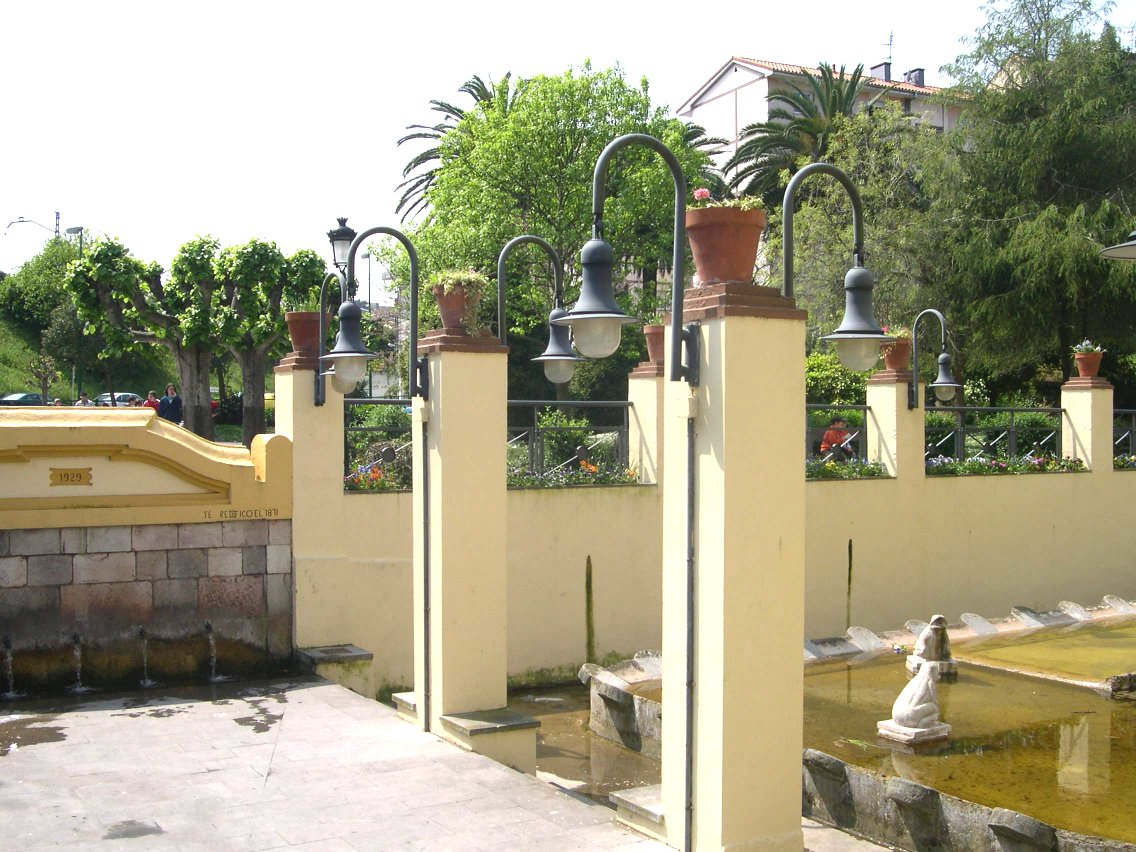
Santarua Quelle
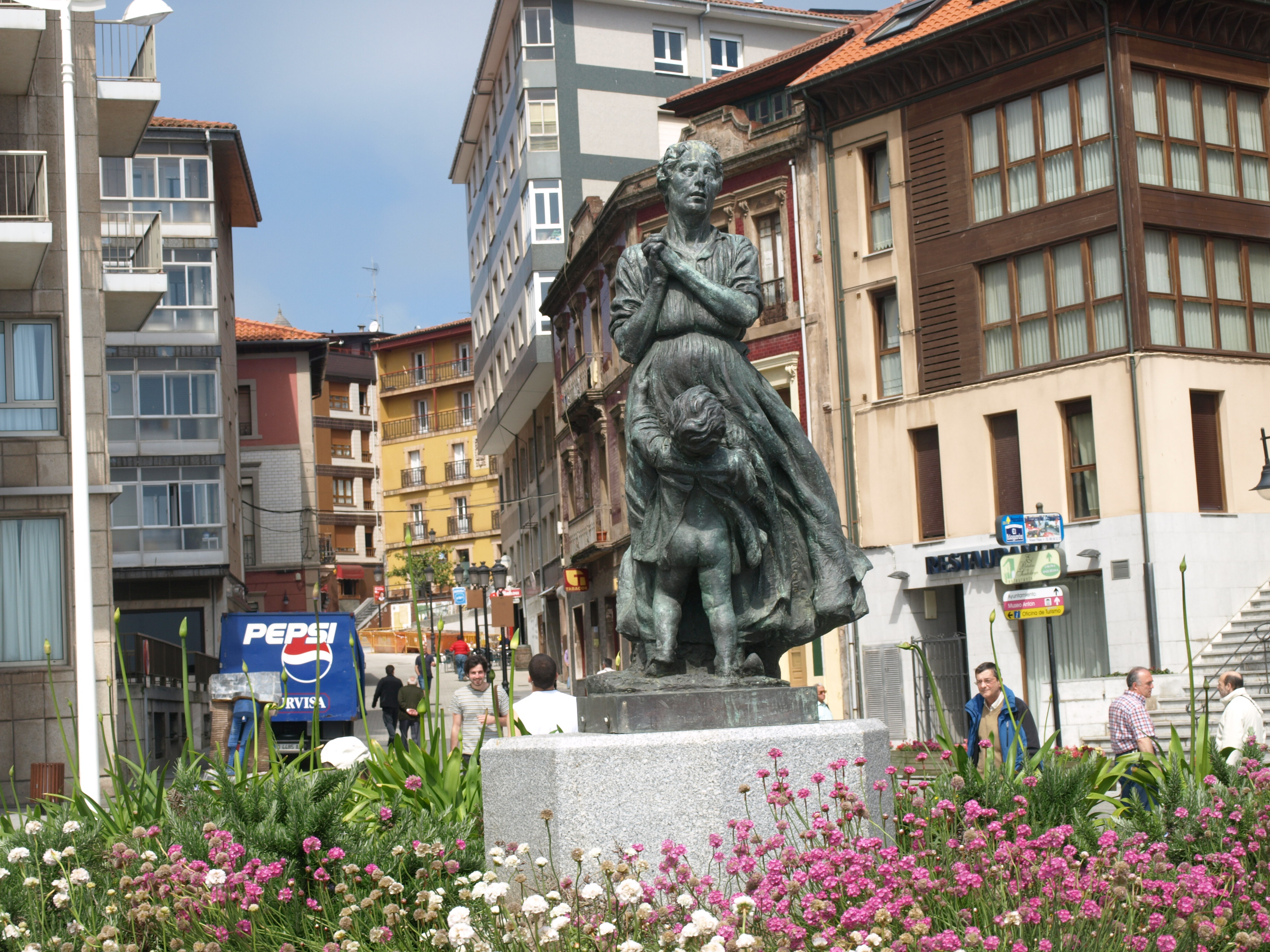
Statue La Marinera
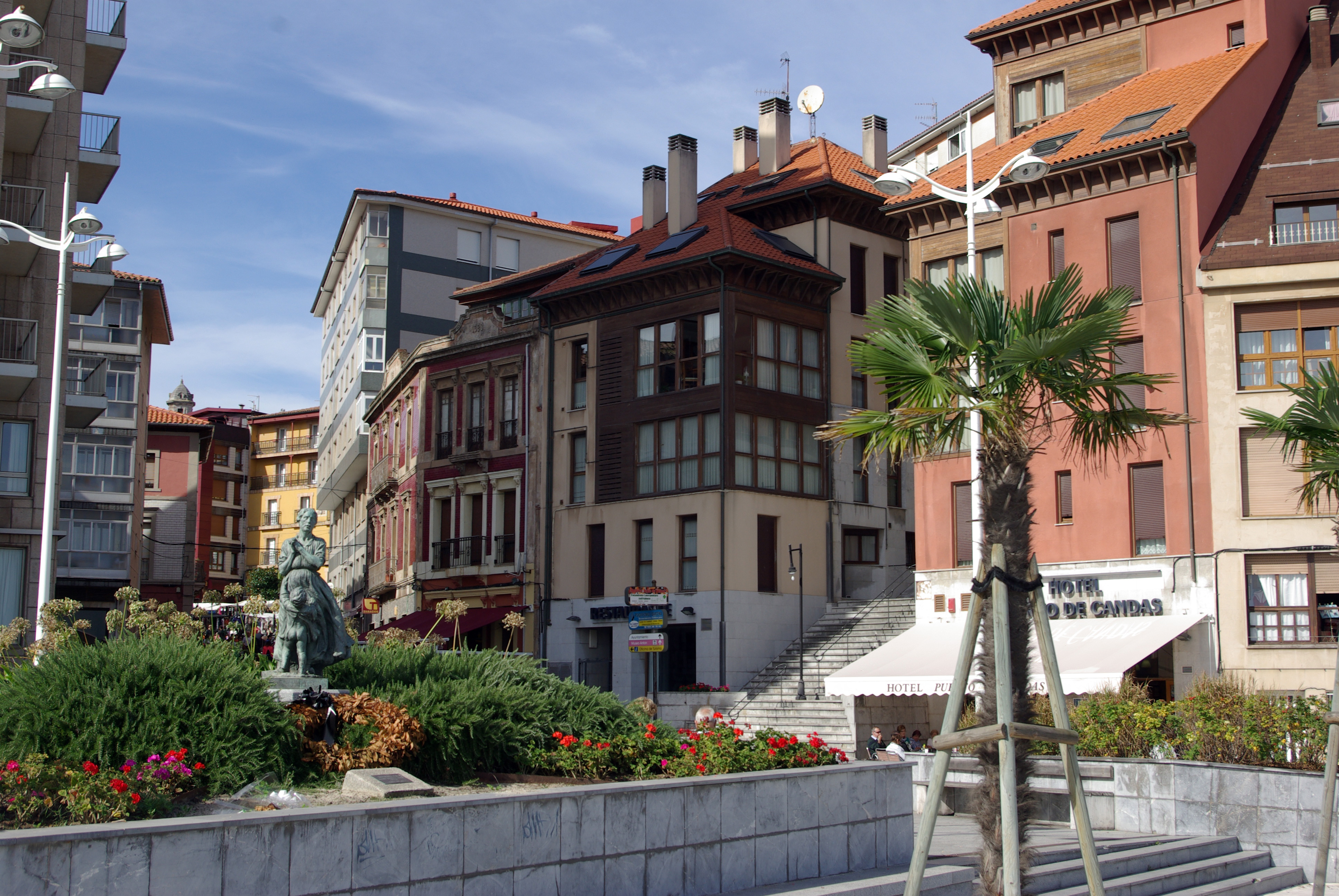
Platz um die La Marinera Statue
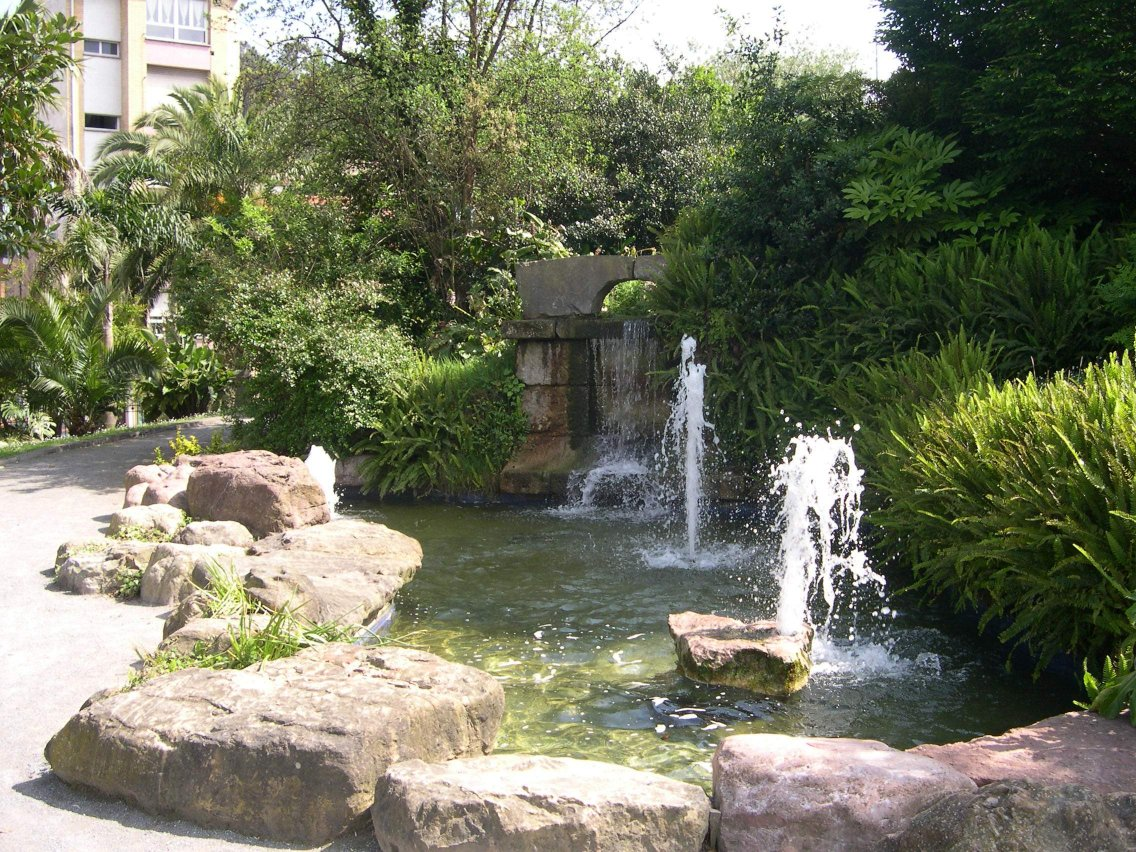
Les Conserveres Park
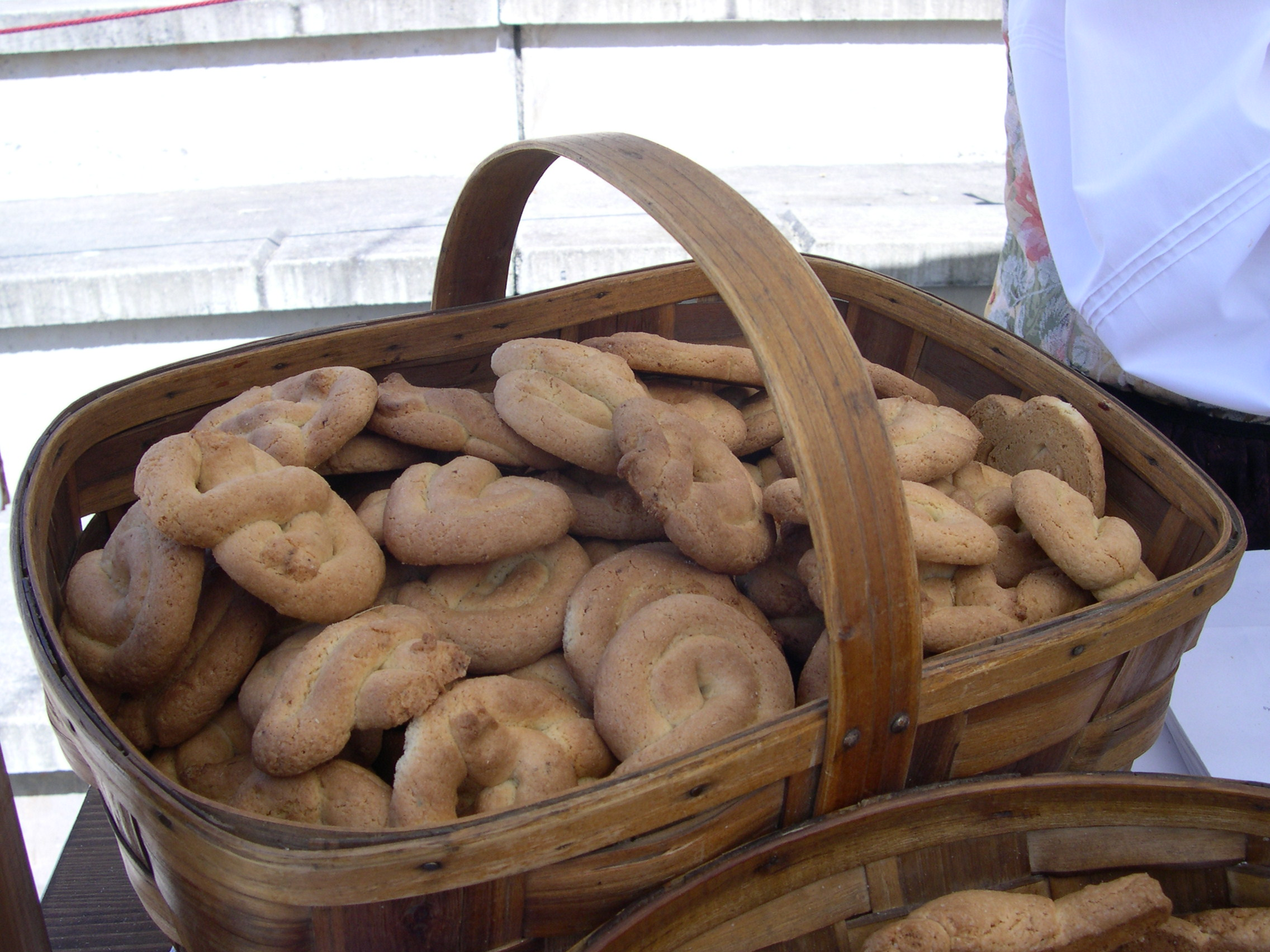
Typische Marañueles
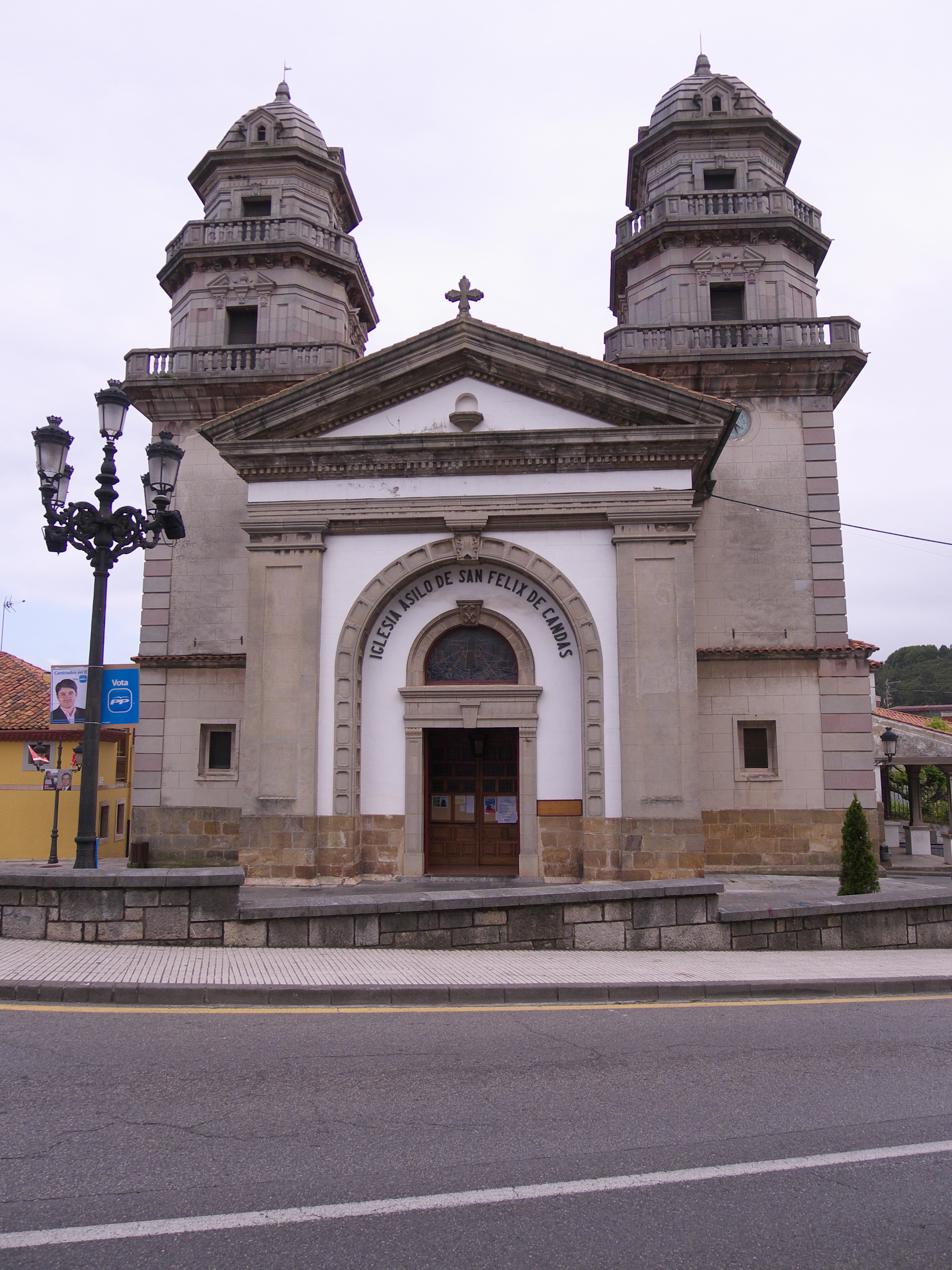
San Félix Kirche
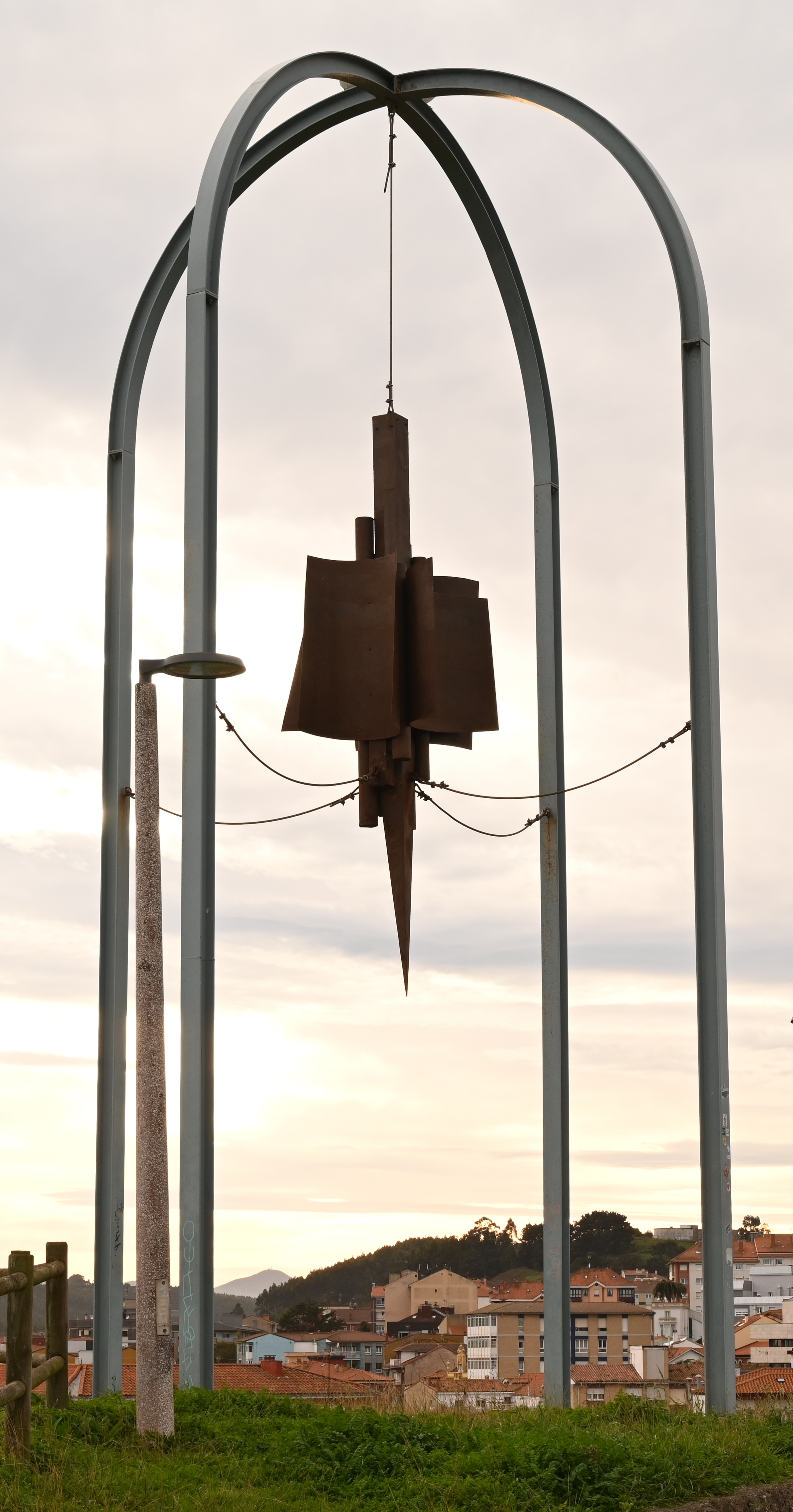
Monumento Eliptico
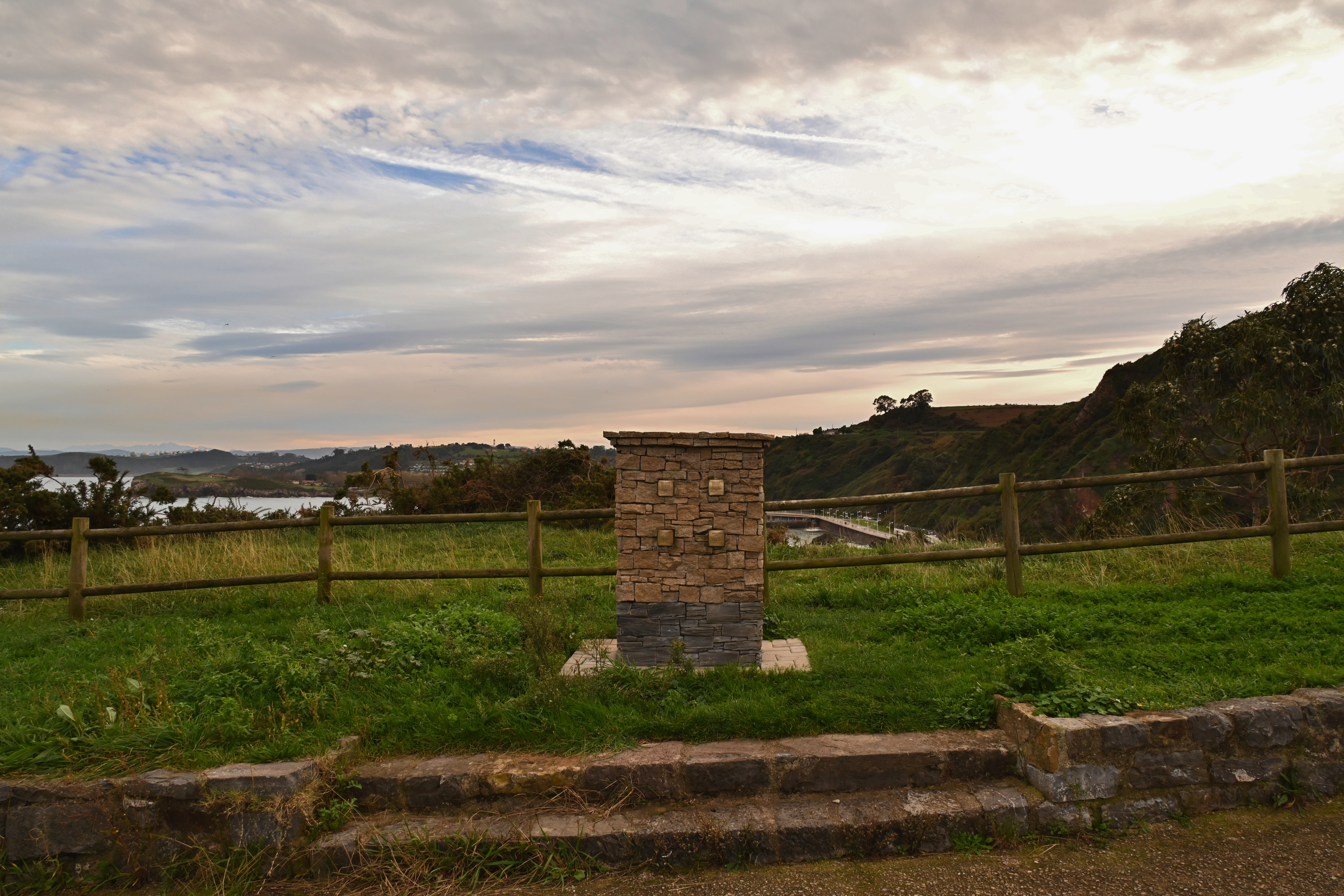
Stolperstein-Monolito